# Fuchibotulus bicornis
Fuchibotulus bicornis là một loài nhện trong họ Trachelidae.
Loài này thuộc chi Fuchibotulus. Fuchibotulus bicornis được miêu tả năm 2008 bởi Haddad & Lyle.